# Джонатан Гласнър
Джонатан Гласнър е телевизионен сценарист, режисьор и продуцент. Известен е с работата си по Старгейт SG-1 и До краен предел.
Първоначално е забелязан като сценарист на Алфред Хичкок представя. След като твори по няколко сериала, включително Джъмп Стрийт 21, Гласнър започва да работи по До краен предел. Това довежда и до участието му в Старгейт SG-1 като сценарист и изпълнителен продуцент. Последно е работил като сценарист и режисьор на От местопрестъплението: Маями, От местопрестъплението: Ню Йорк, и други предавания.
|  | Тази страница частично или изцяло представлява превод на страницата Jonathan_Glassner в Уикипедия на английски. Оригиналният текст, както и този превод, са защитени от Лиценза „Криейтив Комънс – Признание – Споделяне на споделеното“, а за съдържание, създадено преди юни 2009 година – от Лиценза за свободна документация на ГНУ. Прегледайте историята на редакциите на оригиналната страница, както и на преводната страница, за да видите списъка на съавторите. ВАЖНО: Този шаблон се отнася единствено до авторските права върху съдържанието на статията. Добавянето му не отменя изискването да се посочват конкретни източници на твърденията, които да бъдат благонадеждни. |